# Marek Balawender
Marek Balawender SMA (ur. 31 sierpnia 1971 w Przeworsku) – polski duchowny katolicki ze Stowarzyszenia Misji Afrykańskich, misjonarz w Republice Środkowoafrykańskiej

## Życiorys
Po zdaniu egzaminu dojrzałości wstąpił do Stowarzyszenia Misji Afrykańskich. Święcenia kapłańskie przyjął 29 czerwca 2002. Studiował w Belgii i Francji. W 2002 wyjechał do Republiki Środkowoafrykańskiej celem pracy wśród Pigmejów. W 2004 został przełożonym Misji Katolickiej Stowarzyszenia Misji Afrykańskich pw. Narodzenia Jezusa Chrystusa Zbawiciela w Monasao. Posługę tę pełnił do 2009. Wówczas wrócił do Polski i objął funkcję dyrektora Domu Rekolekcyjnego im. Kleryka Roberta Gucwy w Piwnicznej-Zdroju. Marek Balawender jest również radcą Prowincji Polskiej Stowarzyszenia Misji Afrykańskich.